# Jakub Szyszko
Jakub Szyszko (* 18. Februar 2001 in Bielsk Podlaski) ist ein polnischer Handballspieler.

## Karriere

### Im Verein
Jakub Szyszko spielte zunächst in der Jugend für TS Siemiatycze und Olimpia Biała Podlaska. Darauf spielte er bis 2023 für MMTS Kwidzyn. Ab 2023 stand er bei Górnik Zabrze unter Vertrag. Im Sommer 2025 wechselte er zum polnischen Erstligisten Wisła Płock.

### In Auswahlmannschaften
Im Dezember 2023 gab er sein Debüt für die A-Nationalmannschaft. Darauf stand er im Kader für die Europameisterschaft 2024, wo er mit Polen den 16. Platz belegte. Er erzielte im Turnier vier Tore in drei Spielen.